# العصر الجورجي
العصر الجورجي هو فترة في تاريخ بريطانيا تمتد منذ عام 1714 إلى 1830–37 تقريباً، ودُعيت بذلك تيمناً بملوك آل هانوفر: جورج الأول والثاني والثالث والرابع. أما عصر الوصاية فسمي كذلك تيمناً بوصاية جورج الرابع، أمير ويلز، خلال مرض والده الملك جورج الثالث. يشمل تعريف العصر الجورجي في أغلب الأحيان فترة حكم الملك ويليام الرابع القصيرة، والتي انتهت بوفاته عام 1837.
يُستخدم المصطلح «جورجي» في السياقات الاجتماعية والمعمارية ولوصف التاريخ السياسي لبريطانيا. يُستخدم مصطلح «الأدب الأوغسطي» لوصف الدراما والشعر والنثر الأوغسطِيين في الفترة بين بدايات القرن الثامن عشر وحتى الأربعينيات منه. يشير مصطلح «أوغسطي» إلى اعتراف الأدباء الإنجليز بأثر الأدب اللاتيني أيام الجمهورية الرومانية، ومحاولتهم تقليد تلك المثل الأدبية والقيم الفلسفية لتلك الأعمال.

## الفنون
صوّر الكُتاب في رواياتهم المجتمع الجورجي وانشغالاته، كُتّاب أمثال هنري فيلدنغ، ماري شيلي، جاين أوستن. تميّز العصر بمعماريين أمثال روبرت آدام، جون ناش، جيمس ويات. وظهور أسلوب العمارة القوطية الحديثة، الذي مال لما عُرف بالعصر الذهبي في أسلوب البناء.
برز ازدهار الفنون بشكل واضح في القصائد الرومانسية، ويُعزى الفضل في ذلك إلى صامويل تايلر كولريدج، ويليام ووردزوورث، بيرسي بيش شيلي، ويليام بليك، جون كيتس، اللورد بايرون، روبرت برنز. كانت أعمالهم بمثابة عصر جديد من الشعر، وتميّزت باللغة الواضحة والصريحة وأسلوب الكلام الملتوي، وبالأفكار والمواضيع المثيرة والسامية.
صوّر كلّ من توماس غينزبرة والسير جوشوا رينولدز وحاي. إم. دبليو. ترنر وجون كونستابل في لوحاتهم الفنية العالم الجديد والمختلف في العصر الجورجي –وذلك واضحٌ أيضاً في أعمال المصممين المعماريين مثل كيببيليتي براون، مصمم عمارة المشهد (المناظر الطبيعية).
من أفضل الأمثلة على العمارة الجورجية الفريدة: منطقة نيو تاون في مدينة إدنبره، العمارة الجورجية في مدينة دبلن، منطقة غرينجر تاون التاريخية في مدينة نيوكاسل أبون تاين، الحي الجورجي في ليفربول، والكثير من عمارة مدينتي بريستول وباث.
انتشرت في إنجلترا خلال تلك الفترة الأعمال الموسيقية لمؤلفين وموسيقيين أمثال جون فيلد وهاندل وهايدن وكلمنتي وباخ وويليام بويس وموزارت وبيتهوفن ومندلسون.

## التغير الاجتماعي
اتسمت تلك الفترة بتغيّر اجتماعي هائل في بريطانيا، فمع قدوم الثورة الصناعية، خاض المجتمع البريطاني عملية تقسيم فئوي متفاقمم للطبقات الاجتماعية، وظهرت أيضاً الخصومات بين الأحزاب السياسية، مثل الخصومات السياسية بين حزر الأحرار البريطانيين والمحافظين.
في المناطق الريفية، أدت الثورة الزراعية إلى تحوّلات ضخمة متمثلة في هجرة السكان واضمحلال المجتمعات الصغيرة، وإلى نمو المدن وتصميم نظام نقل متكامل. في المقابل، أدى التدهور في البلدات الريفية والقرى، وتناقص فرص العمل هناك، إلى ازدياد الهجرة نحو كندا والمستعمرات في أمريكا الشمالية (التي تحوّلت لاحقاً إلى الولايات المتحدة الأمريكية خلال العصر ذاته) وأجزاء أخرى من الإمبراطورية البريطانية.

### الديانة الأنجيليكانية والإصلاح الاجتماعي
كسبت الحركة الأنجيليكانية قوةً داخل وخارج «كنيسة إنجلترا» في أواخر القرن الثامن عشر وبدايات القرن التاسع عشر. وتحدّت الحركةُ العقليةَ الدينية التقليدية التي تشدد على النبالة والطبقة الراقية من المجتمع، والسلوك الملائم والمناسب من طرف الجميع، بالإضافة إلى الأداء الصادق للطقوس الدينية. تحدّث جون ويزلي (1703–1791) في مواعظه عن إحياء ديني، وحاول جعل كلّ فردٍ يؤمن بالعلاقة الشخصية التي تجمعه بيسوع، وتحقيق ذلك عن طريق قراءة الإنجيل والصلاة الاعتيادية، وتجربة البعث بشكل خاص. ألقى ويزلي 52 ألف موعظة، ودعى الرجال والنساء إلى «افتداء الوقت» ]حاشية[ وإنقاذ أرواحهم. اعتُبر ويزلي غالباً خارج كنيسة إنجلترا، ودُفن بعد وفاته خارج مبنى عُرف لاحقاً بالكنيسة الميثودية. اتخذت الأخيرة موقفاً انشقاقياً من كنيسة إنجلترا، بالإضافة إلى الكنائس المنشقة التقليدية مثل المشيخية والأبرشية والمعمدانية والتوحيدية وجمعية الأصدقاء الدينية (الكويكرز). لكنّ تأثّر تلك الكنائس بحركة الإحياء كان أقل.
ظلّت كنيسة إنجلترا مهيمنة، لكنها احتوت طائفة أنجيليكانية إحيائية هي «الكنيسة الدنيا». كان أبرز زعمائها الدينيين أمثال ويليام ويلبرفورس وهاناه مور. وصلت معتقدات تلك الكنيسة إلى الطبقة العليا من المجتمع على يد طائفة كلافام. لم تسعَ الكنيسة الدنيا إلى إجراء إصلاح سياسي، بل استغلت الفرصة لإنقاذ الأرواح عن طريق العمل السياسي، فعملت مثلاً على تحرير العبيد وإلغاء ممارسة  المبارزة ومنع تعنيف الأطفال والحيوانات وإيقاف المقامرة وتجنب الممارسات السيئة والعبث في أيام السبت، فكان أعضاؤها يقرأون الإنجيل كل يوم. لم يتحدَّ الإنجيليكانيون البنية الهرمية للمجتمع الإنجليزي، ففي نظرهم، خلق الله جميع الأرواح سواسية، لكنه لم يخلق الأجساد كذلك. ذكر آر. جاي. موريس في مقالة له من عام 1983 بعنوان «المجتمعات الطوعية والنخبة الحضرية البريطانية، 1780–1850» أن بريطانيا حظيت بمجتمعٍ مستقرٍ في القرن الثامن عشر، فكان أصحاب المال والسلطة الأيديولوجية قادرين على حماية سلطتهم بطريقة فعالة وديناميكية. لكن بعد مرور عشرين عاماً منذ سنة 1780، تحطمت تلك البنية الجماعية. أوضحت المؤرخة ليزا وود في كتابها «أنماط الأدب: المرأة، النزعة المحافظة، والرواية بعد الثورة الفرنسية» أن الطبقة الحاكمة استغلّت الأنجيليكانية الإنجيلية ووظفتها أداةً للهيمنة الاجتماعية، مخففين من السخط العام تجاه الأنجيليكانية، ودورها في تدشين الثورة الفرنسية. بالرغم من ذلك، احتوت الأنجيليكانية في جوهرها على بذور التغيير وتحدّي التدرّج الهرمي الطبقي والجندري.

## الإمبراطورية

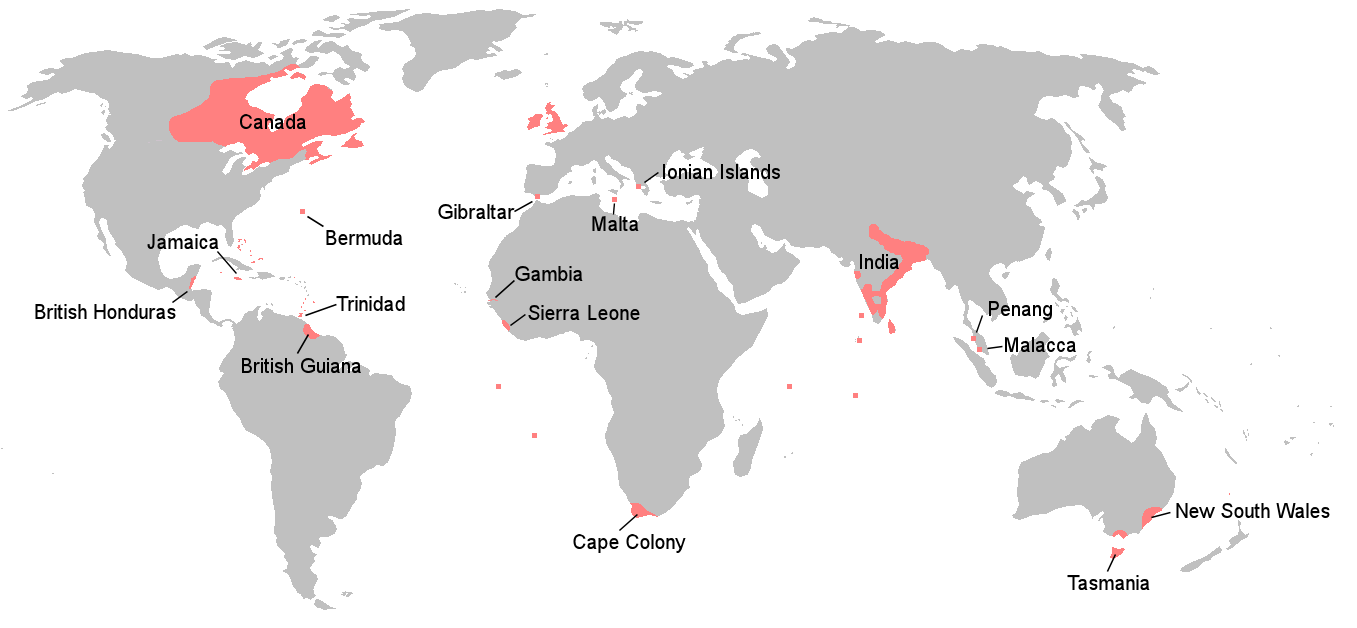
الإمبراطورية البريطانية - 1815

شهد العصري الجورجي حروباً مستمرة، مثل حرب السنوات السبع، والعمروفة في أمريكا باسم الحرب الفرنسية والهندية (1756–63) وحرب الاستقلال الأمريكية (1775–83) وحروب الثورة الفرنسية (1792–1802) والثورة الآيرلندية عام 1798 والحروب النابليونية (1803–15). انتصر البريطانيون في أغلب تلك الحروب سوى حرب الاستقلال الأمريكية. فحينها، تعاونت فرنسا وإسبانيا وهولندا مع الولايات المتحدة، فهزموا بريطانيا التي حاربت بدون حلفاء.
اعتُبرت خسارة بعض المستعمرات الأمريكية خلال حرب الاستقلال كارثةً وطنية، واعتبرها بعض المراقبين الأجانب مؤشراً على اقتراب نهاية بريطانيا بصفتها قوة عظمى. في أوروبا، استمرّت حروب بريطانيا مع فرنسا لنحو ربع قرن، وامتدت من عام 1793 حتى عام 1815. جلب فوز البريطانيين على نابليون في معركتي ترافلغار (1805) وواترلو (1815) –بقيادة الأميرال اللورد نيلسون ودوق ويلينغتون –شعوراً بالانتصار ورد فعلٍ سياسي.
جلب توسع الإمبراطورية البريطانية الشهرةَ لرجال الأعمال والمستكشفين مثل روبرت كلايف والكابتن جيمس كوك، ومهّد هذا العصرُ الطريق أمام بريطانيا لاستعمار العالم، وهذا ما حصل في العصرين الفيكتوري والإدواردي اللاحقين على التوالي.

### السياسة والاضطرابات الاجتماعية
مع انتهاء الحرب ضد فرنسا، دخلت بريطانيا العظمى فترةً من الكساد الاقتصادي والغموض السياسي، وتميّزت تلك الفترة بالسخط والاضطراب الاجتماعيين. نشر الحزب السياسي الراديكالي ورقة بعنوان «البيان السياسي». شهدت تلك الفترة أيضاً ما عُرف بـ «مسيرة صانعي البطانيات»: زحف حينها نحو 400 حرفي عاملٍ في مجال الغزل والنسيج من مدينة مانشستر تجاه لندن في شهر مارس من عام 1817 لإيصال عريضة إلى الحكومة. دمّرت حركة اللاضية الآليات في المناطق الصناعية شمال غرب إنجلترا. في عام 1819، وقعت مذبحة بيترلو. ما حدث حينها هو تجمّع حشد من المتظاهرين، يُقدر عددهم بنحو 60 ألف شخص، للاعتراض على مستوى المعيشة، لكن المظاهرات قُمعت على يد الجيش وقُتل 11 شخص وجُرح 400. هناك أيضاً مؤامرة كاتو ستريت عام 1820 التي تمثّلت بتفجير مجلس الوزراء، ثم اجتياح برج لندن والإطاحة بالحكومة. فشلت تلك المؤامرة أيضاً، وأُعدم المتآمرون أو نُقلوا إلى أستراليا.
]حاشية[:]موجودة في رسالة بولس إلى أهل أفسس الإصحاح 5.16، redeem the time وردت ترجمتها في الإنجيل إلى «مفتدين الوقت لان الايام شريرة»[